# TIME (album của TVXQ)
TIME là album phòng thu tiếng Nhật thứ sáu của Tohoshinki, phát hành ngày 6 tháng 3 năm 2013 bởi Avex Trax. Album được phát hành theo ba phiên bản khác nhau với từng bối cảnh riêng: phiên bản A (quá khứ), phiên bản B (hiện tại) và phiên bản C (tương lai). Ngoài ra album còn phát hành một phiên bản giới hạn dành cho fanclub.
Time hiện là album bán chạy nhất của nhóm với hơn 160.000 bản tẩu tán trong ngày đầu tiên phát hành và hơn 240.000 bản cũng trong tuần đầu.

## Danh sách bài hát
| TIME – Disc 1 (CD) | TIME – Disc 1 (CD)                                             | TIME – Disc 1 (CD) | TIME – Disc 1 (CD)                                                 | TIME – Disc 1 (CD)                  | TIME – Disc 1 (CD) |
| STT                | Nhan đề                                                        | Phổ lời            | Phổ nhạc                                                           | Phối khí                            | Thời lượng         |
| ------------------ | -------------------------------------------------------------- | ------------------ | ------------------------------------------------------------------ | ----------------------------------- | ------------------ |
| 1.                 | "Fated"                                                        | H.U.B.             | Paul Drew Greig Watts Pete Barringer Chris Wortley                 | DWB Music                           | 5:27               |
| 2.                 | "Catch Me -If you wanna-"                                      | H.U.B.             | Yoo Young-jin                                                      | Yoo                                 | 4:37               |
| 3.                 | "逢いたくて逢いたくてたまらない" (Aitakute Aitakute Tamaranai) | Shinjiroh Inoue    | Inoue                                                              | Inoue                               | 4:12               |
| 4.                 | "One More Thing"                                               | H.U.B.             | her0ism                                                            | her0ism                             | 3:54               |
| 5.                 | "STILL"                                                        | Inoue              | Inoue                                                              | Inoue                               | 4:31               |
| 6.                 | "I Know"                                                       | Inoue              | T-SK Tesung Kim Andrew Choi                                        | T-SK                                | 4:25               |
| 7.                 | "Y3K"                                                          | H.U.B.             | Mattias Lindblom Anders Wollbeck Herbie Crichlow Martin Mulholland | Wollbeck Lindblom                   | 4:09               |
| 8.                 | "BLINK"                                                        | H.U.B.             | Johan Gustafson Fredrik Haggstam Sebastian Lundberg Andrew Jackson | Gustafson Haggstam Lundberg Jackson | 3:50               |
| 9.                 | "Humanoids"                                                    | H.U.B.             | Thomas Troelsen Donald "hAZEL" Sales                               | Troelsen Sales                      | 3:30               |
| 10.                | "ANDROID"                                                      | H.U.B.             | Anders Grahn Grace Tither Emil Carlin                              | Grahn Tither Carlin                 | 4:20               |
| 11.                | "One and Only One"                                             | Inoue              | Peter Kvint Jonas Myrin                                            | Inoue Kvint Myrin                   | 3:37               |
| 12.                | "In Our Time"                                                  | Inoue              | Inoue                                                              | Inoue                               | 6:03               |
| Tổng thời lượng:   | Tổng thời lượng:                                               | Tổng thời lượng:   | Tổng thời lượng:                                                   | Tổng thời lượng:                    | 52:35              |

| Version A (Past) – Disc 2 (DVD) | Version A (Past) – Disc 2 (DVD)                                                | Version A (Past) – Disc 2 (DVD) |
| STT                             | Nhan đề                                                                        | Thời lượng                      |
| ------------------------------- | ------------------------------------------------------------------------------ | ------------------------------- |
| 1.                              | "Winter Rose" (Video Clip)                                                     |                                 |
| 2.                              | "STILL" (Video Clip)                                                           |                                 |
| 3.                              | "ANDROID" (Video Clip)                                                         |                                 |
| 4.                              | "Catch Me -If you wanna-" (Video Clip)                                         |                                 |
| 5.                              | "I Know" (Video Clip)                                                          |                                 |
| 6.                              | "Humanoids" (Video Clip)                                                       |                                 |
| 7.                              | "In Our Time" (Video Clip)                                                     |                                 |
| 8.                              | "シアワセ色の花" (Shiawase Iro No Hana)(Tone: Live Tour 2012 Documentary Film) |                                 |
| 9.                              | "ANDROID" (Dance Version)                                                      |                                 |
| 10.                             | "Catch Me -If you wanna-" (Dance Version)                                      |                                 |
| 11.                             | "Humanoids" (Dance Version)                                                    |                                 |
| 12.                             | "Catch Me -If you wanna-" (Lip Only Version / First Press Limited Edition)     |                                 |

| Version B (Present) – Disc 2 (DVD) | Version B (Present) – Disc 2 (DVD)                                    | Version B (Present) – Disc 2 (DVD) |
| STT                                | Nhan đề                                                               | Thời lượng                         |
| ---------------------------------- | --------------------------------------------------------------------- | ---------------------------------- |
| 1.                                 | "MAXIMUM" (Live at a-nation 2012 stadium festival)                    |                                    |
| 2.                                 | "Why? (Keep Your Head Down)" (Live at a-nation 2012 stadium festival) |                                    |
| 3.                                 | "Somebody to Love" (Live at a-nation 2012 stadium festival)           |                                    |
| 4.                                 | "I Don't Know" (2011.11.3 @ Tokyo International Forum - Digest)       |                                    |
| 5.                                 | "B.U.T (BE-AU-TY)" (2011.11.3 @ Tokyo International Forum - Digest)   |                                    |
| 6.                                 | "I Know" (Off Shot Movie)                                             |                                    |
| 7.                                 | "Humanoids" (Off Shot Movie)                                          |                                    |
| 8.                                 | "Album Jacket Photoshoot" (Off Shot Movie)                            |                                    |

| Version C (Future) – CD bonus tracks | Version C (Future) – CD bonus tracks | Version C (Future) – CD bonus tracks | Version C (Future) – CD bonus tracks                        | Version C (Future) – CD bonus tracks | Version C (Future) – CD bonus tracks |
| STT                                  | Nhan đề                              | Phổ lời                              | Phổ nhạc                                                    | Phối khí                             | Thời lượng                           |
| ------------------------------------ | ------------------------------------ | ------------------------------------ | ----------------------------------------------------------- | ------------------------------------ | ------------------------------------ |
| 15.                                  | "Rat Tat Tat"                        | H.U.B.                               | Adam Nierow Peter Habib Ryan Marrone Garrick "Smitty" Smith | Inoue Marrome Smith                  | 3:17                                 |
| 16.                                  | "Winter Rose"                        | Goro Matsui                          | Jeff Miyahara Erik Lidbom                                   | Miyahara Lidbom                      | 4:45                                 |
| Tổng thời lượng:                     | Tổng thời lượng:                     | Tổng thời lượng:                     | Tổng thời lượng:                                            | Tổng thời lượng:                     | 60:37                                |

## Xếp hạng và chứng nhận

### Bảng xếp hạng Nhật Bản
| Chart                 | Peak position |
| --------------------- | ------------- |
| Oricon Daily Albums   | 1             |
| Oricon Weekly Albums  | 1             |
| Oricon Monthly Albums | 1             |
| Oricon Yearly Albums  | 10            |

### Sales and certifications
| Chart                                | Amount             |
| ------------------------------------ | ------------------ |
| Oricon sales                         | 298,389            |
| RIAJ physical shipping certification | Platinum (250,000) |

## Ngày phát hành
| Quốc gia | Ngày               | Định dạng           | Nhãn đĩa  | Phiên bản         |
| -------- | ------------------ | ------------------- | --------- | ----------------- |
| Nhật Bản | 6 tháng 3 năm 2013 | CD, tải kĩ thuật số | Avex Trax | CD (Jacket C)     |
| Nhật Bản | 6 tháng 3 năm 2013 | CD, tải kĩ thuật số | Avex Trax | CD+DVD (Jacket A) |
| Nhật Bản | 6 tháng 3 năm 2013 | CD, tải kĩ thuật số | Avex Trax | CD+DVD (Jacket B) |
| Nhật Bản | 6 tháng 3 năm 2013 | CD, tải kĩ thuật số | Avex Trax | Bigeast version   |